# Jürgen Schröder
Jürgen Schröder (Hamm, 16 dicembre 1960) è un ex pallanuotista tedesco, vincitore di una medaglia di bronzo alle olimpiadi di Los Angeles 1984.